# سیلی-سور-نیه
سیلی-سور-نیه (به فرانسوی: Silly-sur-Nied) یک کمون در فرانسه است که در Canton of Pange واقع شده‌است.

## خصوصیات
سیلی-سور-نیه ۴٫۵۴ کیلومترمربع مساحت و ۷۳۴ نفر جمعیت دارد و ۲۵۰ متر بالاتر از سطح دریا واقع شده‌است.